# Фркетич-Село
45°27′ пн. ш. 15°26′ сх. д. / 45.45° пн. ш. 15.44° сх. д.
Фркетич-Село (хорв. Frketić Selo) — населений пункт у Хорватії, в Карловацькій жупанії у складі громади Нетретич.

## Населення
Населення за даними перепису 2011 року становило 74 осіб.
Динаміка чисельності населення поселення: